# Knut Arild Hareide
Knut Arild Hareide (ur. 23 listopada 1972 w Bømlo) – norweski polityk, od 2011 do 2019 lider Chrześcijańskiej Partii Ludowej (Kristelig Folkeparti), w latach 2004–2005 minister środowiska, od 2020 do 2021 minister transportu i komunikacji.

## Życiorys
W 1995 ukończył studia socjologiczne pierwszego stopnia na Uniwersytecie w Bergen. W 1997 został absolwentem Norweskiej Szkoły Ekonomii i Zarządzania w Bergen. Zawodowo od końca lat 90. był związany z koncernem mediowym Schibsted, w którym w latach 2006–2009 zajmował stanowisko dyrektorskie.
Zaangażował się w działalność Chrześcijańskiej Partii Ludowej. W latach 1991–1995 zasiadał w radzie miejskiej rodzinnej miejscowości. Od 1998 do 2000 był doradcą politycznym ministra edukacji. W 2001 wszedł do rządu Kjella Magne Bondevika jako sekretarz stanu w resorcie finansów. W czerwcu 2004 objął urząd ministra środowiska, który sprawował do października 2005. W wyborach w 2009 uzyskał mandat deputowanego do Stortingu. Dwa lata później stanął na czele partii chrześcijańskiej. W 2013 i 2017 ponownie był wybierany do parlamentu. W 2019 zakończył kierowanie swoim ugrupowaniem. W styczniu 2020 dołączył do gabinetu Erny Solberg, obejmując w nim funkcję ministra transportu i komunikacji. Zakończył urzędowanie w październiku 2021.